# Геминиди
Геминиди су један од најпоузданијих „великих“ метеорских ројева, мада је ЗХР у максимуму показао одређене варијације последњих година.

## Историја
За разлику од Персеида или Леонида, који су познати вековима, Геминиди су први пут примећени 30-их година 19. века. Међутим, први детаљи о радијанту и ЗХРу су дати тек шездесетих година 19. века, а у следећој деценији је посматрање Геминида постало масовно. Тих година је ТХР ретко прелазио 20, али је радијант био јасно уочљив, а и рој је своје посматраче награђивао сразмерно великим бројем сјајних метеора. Током година, ЗХР Геминида је растао, тако да је у првој деценији 20. века био око 20, у четвртој око 50, четрдесетих и педесетих година око 60, до око 80 у осмој деценији, где се и задржао до краја века.
Половином двадесетог века су израчунати орбитални елементи Геминида, који су се показали интригантним — орбитални период од свега 1,65 година (у међувремену је овај резултат коригован на 1,43 година), велика ексцентричност али мали нагиб орбите. На орбиту метеороида овог роја утичу само две планете — Јупитер и (у много мањој мери) Земља. Најочигледнији ефекат утицаја Јупитера се огледа у томе што на приближно сваких 60 година максимум Геминида се помера за 1 дан раније. Тачније, мења се тачка пресека орбите роја са орбитом Земље, што објашњава зашто је активност Геминида расла током година али указује и на то да ће временом та активност опадати све док не нестане.

## Матично тело
Док већина метеорских ројева има комету као своје матично тело, Геминиди своје орбиталне елементе деле са астероидом 3200 Фаетон.
Међутим, није јасно да ли је Фаетон родитељско тело Геминида или је настао од другог тела, од кога су пореклом и Геминиди. Наиме, Фаетон ослобађа материјал када се налази у перихелу (нпр. у јулу 2009. године, Фаетон је био удаљен од површине Сунца само 15 сунчевих пречника), али је маса ослобођеног материјала свега 0,01% укупне масе Геминида — недовољно да се створи постојећи рој. Фаетон је појавом сличан много већем астероиду 2 Палас, тако да је можда у питању део Паласа који се одломио при колизији са неким другим телом, а да су у истој колизији настали метеороиди који чине рој Геминида. Међутим, истраживања показују да су метеороиди овог роја ослобођени у близини Сунца, а не у астероидном појасу. Једна од могућности је да Фаетон представља језгро комете која је у прошлости била активнија и ослобађала више материјала, а да је губитком материјала остала без репа и ослобађа знатно мање честица.
Након открића Фаетона, откривена су још два тела сличних орбиталних елемената као Геминиди и Фаетон: 1999 YC и 155140 (2005 UD), што може додатно да говори у прилог тези да је читав комплекс Фаетон-Геминиди објеката настао у једном, катастрофичном, догађају, уместо постепеним ослобађањем материјала.

## Посматрачки услови
Радијант Геминида се налази у сазвежђу Близанаца, у близини најсјаније звезде овог сазвежђа — Кастора, и видљив је са обе Земљине хемисфере. Многи геминиди су сјајни и обојени, што их у комбинацији са релативно малом брзином чини идеалним за фотографска посматрања.
Геминиде је могуће посматрати са целе северне хемисфере, а на јужној хемисфери до око 50° јужне географске ширине. Радијант излази до 57° јужне географске ширине, али већ на 50° сунчева светлост у зору омета било какво посматрање. Независно од географске ширине, радијант кулминира у 2 часа ујутру по локалном стандардном времену (односно у 3 часа у земљама које користе летње рачунање времена целе године). На 33° северне географске ширине, радијант је у зениту у тренутку кулминације.
| географска ширина | излазак радијанта (локално стандардно време) | висина радијанта у кулминацији | % видљивих метеора при датој висини радијанта |
| ----------------- | -------------------------------------------- | ------------------------------ | --------------------------------------------- |
| 50° С             | 17.00                                        | 73°                            | 96%                                           |
| 25° С             | 19.30                                        | 82°                            | 99%                                           |
| 0°                | 20.00                                        | 57°                            | 84%                                           |
| 25° Ј             | 21.00                                        | 32°                            | 53%                                           |

У време активности Геминида, активни су и други, слабији ројеви: Антихелиониди (извор се у ово доба године налази у западном делу сазвежђа Близанаца), Моноцеротиди и σ-Хидриди.
Максимум Геминида је широк, са платоом од око 12 часова током којих ЗХР износи 120 — 130. Посматрања су показала честу појаву двоструког пика, који се јавља као последица постојања све струје метеороида — ослобођених пре и после проласка Фаетона кроз перихел. Лакше честице ове две струје могу бити и 6° соларне лонгитуде удаљене, док су најмасивније честице ове две струје удаљене свега 0°,3 соларне лонгитуде.

## Особености
Особености Геминида укључују њихово порекло које није до краја разјашњено, као и чињеницу да — независно од масе метеороида — висина на којој настаје метеор се не повећава са масом честице. Висине на којима се метеор завршава су далеко испод 80 км. Метеори овог роја су сиромашни натријумом и другим испарљивим елементима, што је вероватно последица чињенице да се при проласку кроз перихел загревају и до 700 К. Међутим, нису сви метеороиди потпуно без натријума, што упућује на то да су или ослобођени из различитих делова Фаетона, или су ослобођени након проласка Фаетона кроз перихел. Упркос томе што Фаетон изгледа као астероид, нарочито као 2 Палас, однос гвожђа и магнезијума у геминидима одговара кометама Халејевог типа.